# 村上由鶴
村上 由鶴（むらかみ ゆづ、1991年 - ）は日本の美術評論家。写真研究者。秋田公立美術大学助教。

## 経歴
埼玉県生まれ。日本大学藝術学部写真学科助手を経て東京工業大学環境・社会理工学院 社会・人間科学コース博士後期課程在籍。
日本写真芸術専門学校非常勤講師。
公益財団法人東京都人権啓発センター非常勤専門員(2021年〜2024年)。

## 著作
- 『アートとフェミニズムは誰もの？』（光文社）
- 『クリティカル・ワード ファッションスタディーズ』（共著、フィルムアート社）[2]

## 連載
- POPEYE Web「おとといまでのわたしのための写真論」
- The Fashion Post「きょうのイメージ文化論」[2]

## 出演

### ネット番組
- ポリタスTV（YouTube）